# Marcello Grassi
Marcello Grassi (Carrara, 1º luglio 1948) è un allenatore di calcio ed ex calciatore italiano, di ruolo portiere.

## Carriera

### Giocatore

Grassi all'Ascoli a metà degli anni 1970

Grassi debutta in Serie D nel 1967 con la Lucchese, venendo poi acquistato dall'Atalanta che lo fa esordire nella massima categoria. Con la formazione giovanile degli orobici, vince il Torneo di Viareggio 1969. In nerazzurro non trova molto spazio, tanto da essere mandato in Serie C dove difende le porte di Spezia e Cremonese.
Ritorna quindi a Bergamo, dove disputa un altro torneo di Serie A. Si trasferisce poi all'Ascoli con cui ottiene una promozione in massima categoria, categoria conservata per due annate. Passa quindi al Perugia con cui gioca in Serie A per un altro biennio, facendo parte della rosa che nella stagione 1978-1979 conquista il secondo posto nonché lo storico record d'imbattibilità.
Sua successiva destinazione è il Bari, in Serie B, dove trascorre due stagioni. Rimane poi tra i cadetti, in forza al Pescara e alla Pistoiese, mentre a metà degli anni 1980 spende l'ultima parte di carriera nei campionati minori, al Rapallo Ruentes e alla Carrarese, appendendo i guantoni nel 1986 con la maglia del Ceparana.
Attualmente gioca a bocce nella società carrarese del Fossone, ottenendo positivi risultati nei campionati nazionali di Serie B e C.

### Allenatore
Dopo il ritiro ha lavorato per molti anni come preparatore dei portieri.

## Palmarès

### Giocatore

#### Club

##### Competizioni giovanili
- Torneo di Viareggio: 1

Atalanta: 1969

##### Competizioni internazionali
- Coppa Piano Karl Rappan: 1

Perugia: 1978